# Mrzovići
Mrzovići este un sat din comuna Pljevlja, Muntenegru. Conform datelor de la recensământul din 2003, localitatea are 134 de locuitori (la recensământul din 1991 erau 145 de locuitori).

## Demografie
În satul Mrzovići locuiesc 105 persoane adulte, iar vârsta medie a populației este de 39,6 de ani (36,7 la bărbați și 42,1 la femei). În localitate sunt 40 de gospodării, iar numărul mediu de membri în gospodărie este de 3,35.
Această localitate este populată majoritar de sârbi (conform recensământului din 2003).
|  |

| Demografie | Demografie | Demografie |
| An         | Locuitori  | Locuitori  |
| ---------- | ---------- | ---------- |
|            |            |            |
|            |            |            |
|            |            |            |
|            |            |            |
| 1948       | 147        |            |
| 1953       | 137        |            |
| 1961       | 134        |            |
| 1971       | 159        |            |
| 1981       | 137        |            |
| 1991       | 145        | 145        |
| 2003       | 134        | 134        |

| \| Componența etnică conform recensământului din 2003[2] \| Componența etnică conform recensământului din 2003[2] \| Componența etnică conform recensământului din 2003[2] \| Componența etnică conform recensământului din 2003[2] \| Componența etnică conform recensământului din 2003[2] \| \| ----------------------------------------------------- \| ----------------------------------------------------- \| ----------------------------------------------------- \| ----------------------------------------------------- \| ----------------------------------------------------- \| \| \| \| \| \| \| \| Sârbi \| Sârbi \| \| 112 \| 83,58% \| \| Muntenegreni \| Muntenegreni \| \| 18 \| 13,43% \| \| necunoscută \| necunoscută \| \| 0 \| 0% \| |              |  |     |        |
| Componența etnică conform recensământului din 2003 |              |  |     |        |
| |              |  |     |        |
| Sârbi | Sârbi        |  | 112 | 83,58% |
| Muntenegreni | Muntenegreni |  | 18  | 13,43% |
| necunoscută | necunoscută  |  | 0   | 0%     |